# (17904) Annekoupal
(17904) Annekoupal (1999 FW30) – planetoida z pasa głównego asteroid okrążająca Słońce w ciągu 3,46 lat w średniej odległości 2,29 j.a. Odkryta 19 marca 1999 roku.